# Stefanie Clausen
Pour les articles homonymes, voir Clausen (homonymie).
Anna Stefanie Nanna Fryland Clausen, née le 1er avril 1900 à Copenhague et morte le 2 août 1981 à Karlebo, est une plongeuse danoise. 

## Carrière
Elle participe aux Jeux olympiques d'été de 1920 à Anvers, remportant la médaille d'or en haut-vol.
Elle intègre l'International Swimming Hall of Fame en 1988.